# Percnia fumidaria
Percnia fumidaria är en fjärilsart som beskrevs av John Henry Leech 1897. Percnia fumidaria ingår i släktet Percnia och familjen mätare. Inga underarter finns listade i Catalogue of Life.